# まみむめもんち
『まみむめもんち』は、小学館の幼児向け雑誌「ベビーブック」「めばえ」「幼稚園」にて2011年4月号から連載が開始された坂崎千春の作品。
2011年10月から2014年3月までテレビ東京系列の子供向け番組「のりのり♪のりスタ」「のりスタMax」「のりスタNEO」内で5分アニメ作品として放映されていた。

## 概要
おさるの男の子「もんち」が、日常生活における約束事を家族と一緒に学んでいく姿を、ほのぼのと描いた幼児向け作品。

## 登場キャラクター
もんち
主人公。元気いっぱいな、おさるの男の子。
バナナと黄色が大好きで、ピーマンが大嫌い。
ピーマンを食べると、かおまでみどり色になってしまう。
「できるもんち」と「やだもんきー」が口ぐせ。
「やだもんきー」を言う時は頭としっぽの毛（原作とアニメ初期では頭の毛のみ）が逆立ってしまう。
時々ケンカもするが、妹のれもんをとても可愛がっている。
れもん
もんちの妹。まだ、赤ちゃん。
いつもニコニコしているが、機嫌が悪くなると兄の「やだもんきー」と同様に頭としっぽの毛（原作では頭の毛のみ）が逆立ってしまう。
頭の花飾りはママのワンピースの花とおそろい。
もんちのパパ
メガネのコレクションが自慢。
もんちのママ
とっても料理上手。

## アニメ版スタッフ
- シナリオ - ささがわいさむ
- 制作 - 小学館ミュージック&デジタル エンタテイメント

## アニメ版キャスト
- 神代知衣

## 絵本
- 『まみむめもんち たのしいおはなしとしつけのえほん』(坂崎千春、小学館、2012/7、ISBN 4091163068）

## 携帯アプリ
- 『まみむめもんち がんばるもんち』(Shogakukan-Shueisha Productions Co., Ltd.）